# 부에나 비스타 유전

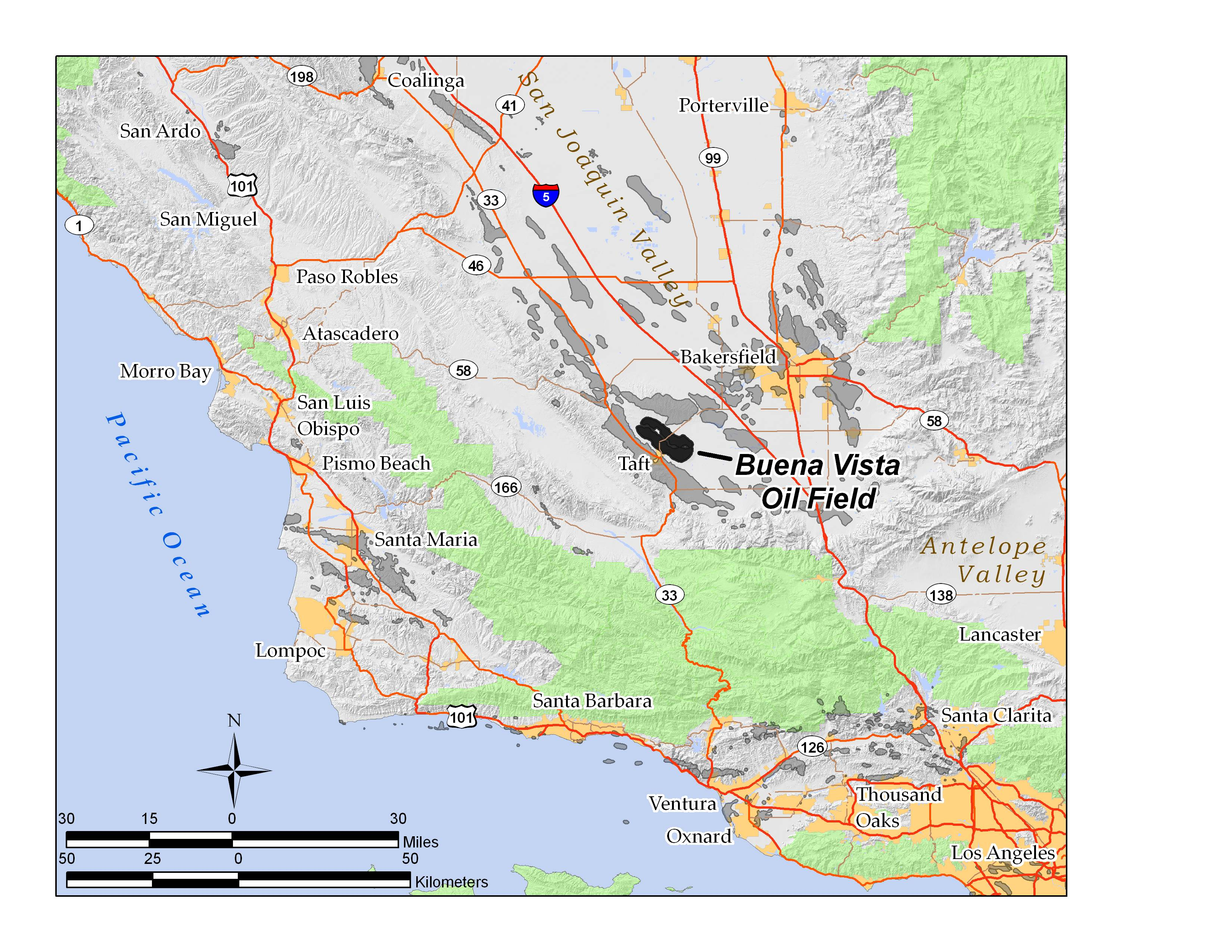
남부 및 중부 캘리포니아주의 부에나 비스타 유전. 다른 유전은 회색으로 표시되어 있다.

부에나 비스타 유전(Buena Vista Oil Field)은 이전에는 해군 석유 비축지 2호(Naval Petroleum Reserve No. 2, NPR-2)로 불렸으며, 미국 캘리포니아주 샌와킨 밸리 컨군에 있는 대규모 유전이다. 1909년에 발견되었으며 누적 생산량은 약 686 백만 배럴 (109,100,000 m3)에 달하며, 2024년 현재 캘리포니아에서 열 번째로 큰 유전이다. 2000년대 후반에 활성화된 후 지난 10년간 연간 생산량은 약 1,250,000 배럴 (199,000 m3)으로 일정하게 유지되었다. 이러한 활성화의 일부로 크림슨 리소스(Crimson Resources)는 에체고인 층에서 물 주입을 시작했다. 그들은 좋은 반응을 보였고 자산을 옥시덴탈 석유(Occidental Petroleum, 현재 캘리포니아 리소스 코퍼레이션, CRC)에 매각했다. CRC는 물 주입 개발을 계속했지만 몬터레이 층의 실행 가능성도 테스트했다. 부에나 비스타의 몬터레이 층은 실행 가능한 목표로 입증되었으며 현재 개발 중이다.

## 설정
이 유전은 부에나 비스타 힐스 (컨군) 지역과 부에나 비스타 전방 지역의 두 부분으로 나뉘며, 둘 다 약 12 마일 (19 km) 길이의 대략 선형적인 특징을 가지고 있으며, 약 2 마일 (3.2 km) 간격으로 평행하게 뻗어 있고, 각각 1 to 2 마일 (1.6 to 3.2 km) 너비로 남동에서 북서 방향으로 이어진다. 태프트 (캘리포니아주) 타운은 유전의 대략 중간 지점에서 남서쪽에 인접해 있다. 이 유전은 최대 고도 1,300 피트 (400 m)의 낮은 산맥인 부에나 비스타 힐스 전체 아래에 있으며, 부에나 비스타 전방 지역은 주로 부에나 비스타 계곡에 있는데, 이 계곡은 부에나 비스타 힐스를 북쪽의 더 큰 엘크 힐스 산맥과 분리한다. 캘리포니아 주도 제33호선은 부에나 비스타 유전을 남서쪽으로 약 2 마일 (3.2 km) 떨어진 곳에서 평행하게 지나고, 캘리포니아 주도 제119호선은 유전을 가로질러 북동쪽으로 베이커스필드 방향으로 이어진다.
많은 유전이 컨 군의 남서부 지역 아래에 있다. 부에나 비스타 유전의 남서쪽에 인접한 곳에는 캘리포니아에서 가장 크고 미국에서 세 번째로 큰 거대한 미드웨이-선셋 유전이 있으며, 부에나 비스타 유전 바로 북쪽에는 워런 G. 하딩 행정부에 부패 혐의를 안겨준 불법 임대 중 하나로 티팟 돔 스캔들로 유명한 엘크 힐스 유전이 있다.
1958년 1월 1일까지 부에나 비스타 유전은 남서쪽의 더 큰 미드웨이-선셋 유전의 일부로 간주되었지만, 지금은 두 유전이 지질학적으로 분리된 것으로 간주된다.

## 지질 및 생산

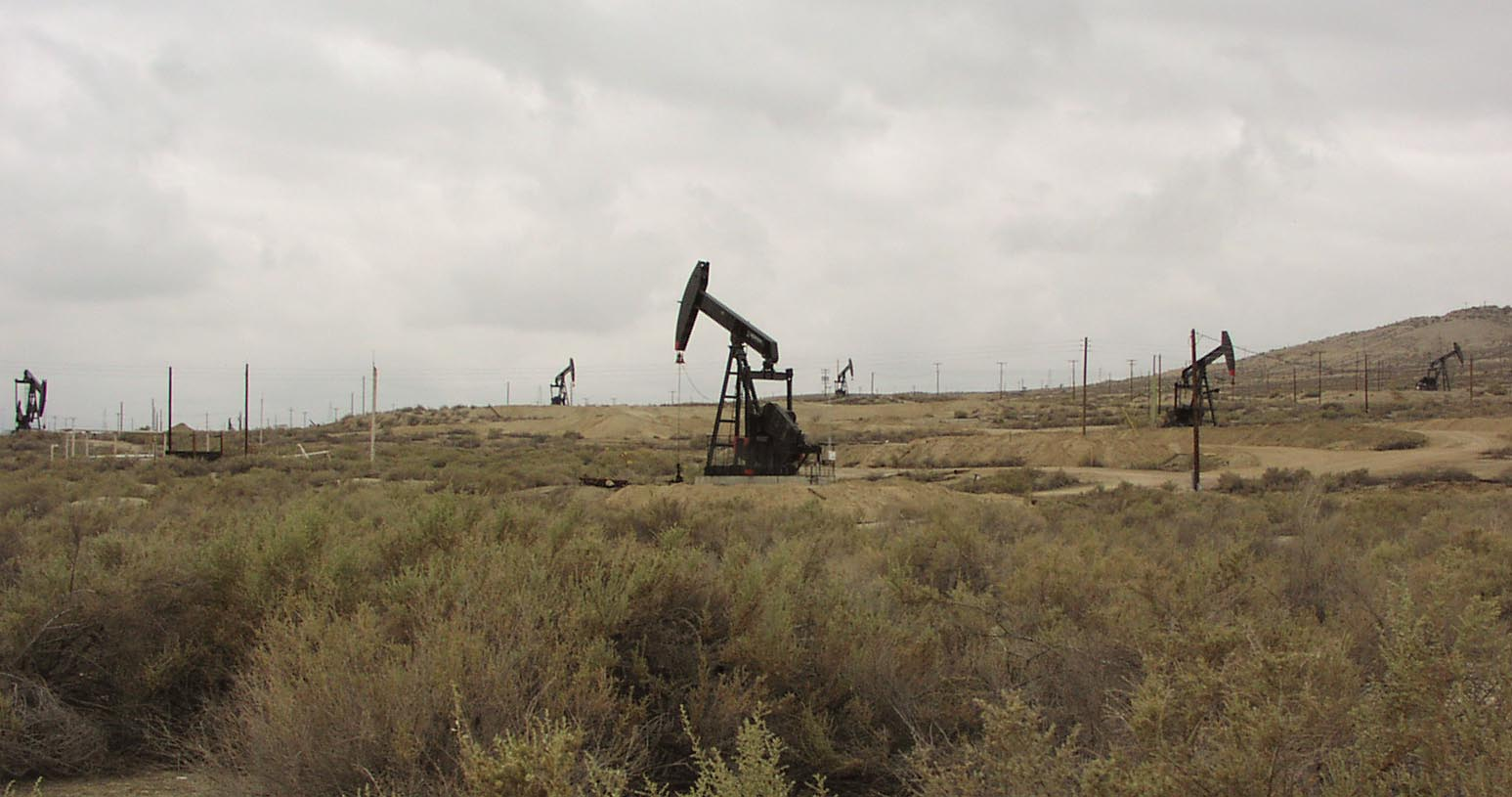
부에나 비스타 유전에 남아있는 몇몇 활성 유정들

샌와킨 밸리의 많은 유전과 마찬가지로 부에나 비스타 유전은 주로 배사 구조를 가지고 있으며, 불투과성 지층 아래의 암석 단위에 석유가 갇혀 있다. 일부 석유 웅덩이는 돔과 배사 지층에 있으며, 다른 석유 웅덩이는 단층의 움직임으로 인해 암석 단위에 갇혀 있다. 석유를 포함하는 대부분의 암석 단위의 연대는 가장 최근의 플라이오세(에체고인 층)에서 가장 오래된 마이오세(몬터레이 및 산타 마르가리타 층)까지 다양하며, 약 2,300 피트 (700 m)에서 5,300 피트 (1,600 m) 깊이에서 석유가 회수되었다. 이 유전에서 가장 깊은 유정은 호놀룰루 오일 코퍼레이션(Honolulu Oil Corp.)이 14,622 피트 (4,457 m) 깊이까지 시추하여 올리고세 시대의 산토스(Santos) 단위에 도달했다. 이 깊이에서는 경제적으로 회수 가능한 석유가 발견되지 않았다.
유전의 생산성이 낮은 부분인 전방 지역에서는 대부분의 석유가 약 4,000 피트 (1,200 m) 깊이의 샌 와킨 층과 에체고인 층에서 나온다. 이 유정들은 1912년에 발견되었고, 최고 생산량은 1925년이었으며, 1960년대에 물 주입이 시도되었고, 대부분의 석유가 제거되면서 오늘날 대부분의 작업은 중단되었다. 부에나 비스타 유전의 주요 지역은 여전히 활발하며, 가스 주입과 같은 강화 회수 기술이 계속되고 있다. 주요 지역의 최고 생산량은 1947년이었으며, 그 이후로 꾸준히 감소했다.
부에나 비스타 유전에서 생산되는 대부분의 석유는 약 18~36 API의 비중을 가진 중간급 원유이다. 1909년에 발견된 지질 단위 중 하나인 "미야 가스"(Mya Gas)는 천연가스만을 생산하며, 최고 생산 연도는 1919년이었다. 이 유전의 발견정은 이 단위에 있었고, 가스가 풍부하게 존재하여 시추업자들이 계속 탐사하도록 설득했는데, 가스가 발견된 곳에는 일반적으로 석유도 발견되기 때문이었다.
유전의 상당 부분이 버려졌지만, 오래된 유전에 인접하여 적어도 하나의 활성 개발 가능성이 있다. 오스트레일리아 회사인 살리나스 에너지(Salinas Energy)는 현재 생산 시작 가능성을 연구하고 있다.

## 캘리포니아 역사 유적지
부에나 비스타 정유소 캘리포니아 역사 유적지에는 다음과 같이 쓰여 있다.
NO. 504 부에나 비스타 정유소 - 이 표지판에서 정서쪽으로 8마일 떨어진 곳에 캘리포니아 최초의 상업용 정유소 중 하나가 있었다. 1864년 8월부터 1867년 4월 사이에 부에나 비스타 석유 회사에서 생산된 약 4,000갤런의 등유가 샌프란시스코로 운송되었다. 과도한 운송료로 인해 정제 작업이 중단되었다.

## 같이 보기
- 컨군의 캘리포니아 역사 유적지 목록
- 캘리포니아 역사 유적지

## 내용주
1. ↑  California Department of Conservation, Oil and Gas Statistics, Annual Report, December 31, 2006, p. 2
2. 1 2  DOGGR, California Oil and Gas Fields, p. 50
3. ↑  DOGGR, California Oil and Gas Fields, pp. 48-54
4. ↑  Salinas Energy:  Description of the South Buena Vista Prospect 보관됨 9월 3, 2007 - 웨이백 머신
5. ↑  californiahistoricallandmarks.comL andmark chl-504
6. ↑  Cal California parks Historical Landmarks